# Об'єднані провінції Центральної Італії
Об'єднані провінції Центральної Італії (італ. Province Unite del Centroitalia) — короткострокове державне утворення в Центральній Італії, залежна держава Сардинського королівства.

## Історія
У 1859 році внаслідок народних революцій було повалено монархічне правління в Тоскані, Пармі, Модені і Папській області. Ті уряди, що прийшли на цих територіях до влади та орієнтувалися на Сардинське королівство, уклали між собою військові договори, а 7 листопада 1859 року обрали Євгена Емануїла Савой-Каріньянського як свого регента. Однак сардинський король Віктор Емануїл II не затвердив цей вибір, і замість цього призначив Карло Бонкомпаньї генерал-губернатором Центральної Італії, відповідальним за військові та дипломатичні справи в цих державах.
8 грудня 1859 року Парма, Модена та територія Папської області були включені в королівські провінції Емілії. Після плебісцитів березня 1860 року центрально-італійські держави були офіційно включені до складу Сардинського королівства, яке рік по тому увійшло до складу Королівства Італії.